# 1888年體育
请参看：
- 1888年
- 1888年文学
- 1888年音乐
- 1888年台灣

## 大事記
- 2月22日－蘇格蘭人John Reid將高尔夫球首次引入於美國。
- 3月10日－美國重量級拳擊冠軍John .L. Sullivan與Charlie Mitchell在法國進行拳賽，這场比赛在39回合后以平手结束。
- 4月1日－鹿特丹斯巴達於鹿特丹成立。
- 4月7日－Tinsley Lindley代表英格蘭參加英國本土四角錦標賽，連續6場比賽內攻入9球創下國家隊連續入球最高紀錄，這個紀錄至今仍然未打破。
- 4月17日－阿士東維拉會長威廉．麥格力哥於曼徹斯特宣佈成立英格蘭足球聯賽，創會時共有十二位成員，成為世界上最早舉辦的職業足球聯賽。
- 5月11日－第十六屆必利時錦標由Fred Littlefield策騎的Refund奪冠。
- 5月11日－第十四屆肯塔基打吡由George Covington策騎的MacBeth II 奪冠。
- 5月28日－蘇格蘭足球會些路迪進行第一場正式比賽，以5-2擊敗格拉斯哥流浪，進行首場「老字號」大戰。
- 6月9日－第二十二屆貝蒙錦標由Jim McLaughlin 策騎的Sir Dixon奪冠。
- 7月16日－第十二屆溫布頓網球公開賽男單決賽，欧内斯特·伦肖擊敗H Lawford奪冠。
- 7月16日－第十二屆溫布頓網球公開賽女單決賽，Lottie Dod擊敗Blanche Hillyard奪冠。
- 8月25日－第八屆美國網球公開賽男單決賽，Henry Warner Slocum Jr擊敗Howard A Taylor奪冠。
- 9月8日－第一屆英格蘭足球聯賽揭幕，首輪聯賽共有五場球賽進行。
- 10月20日－芝加哥及全美棒球隊在紐西蘭奧克蘭進行比賽。
- 10月31日－蘇格蘭發明家约翰·登禄普將創造世上首個空氣橡膠輪胎並申請了專利，這是充氣輪胎的前身。
- 11月14日－蘇格蘭人John Raid於紐約Yonkers設立St. Andrews Golf Club，該球場是美洲大陸最早的正式高爾夫球場。
- 12月22日－美國重量級拳擊冠軍John .L. Sullivan與Jake Kilrain在進行挑戰賽。
- 12月25日－美國首場室內棒球賽在費城舉行。

## 美式足球
- 全美大學美式足球錦標賽冠軍：耶魯牛頭犬

## 足球
- 印度舉辦首個全國性盃賽杜蘭德盃（Durand Cup），並以外交部長Mortimer Durand命名，首屆冠軍由皇家蘇格蘭火槍團奪得。
- 荷蘭首屆足球錦標賽舉行。
- 小希斯聯隊（後期更名為伯明翰）成為英格蘭首間轉為有限公司的足球會。
- 1888年成立的足球會：
  - （ 英格兰）
  - （ 英格兰，由華素爾城及華素爾快捷合併而成）
  - （ 英格兰）
  - （ 苏格兰）
  - MTK布達佩斯（ 匈牙利）
  - 鹿特丹斯巴達（ 荷蘭）

### 各地盃賽冠軍
| 國家   | 賽事               | 冠軍              | 奪冠次數 | 上次奪標 |
| ------ | ------------------ | ----------------- | -------- | -------- |
| 英国   | 英國本土四角錦標賽 | 英格兰            | 第2次    |          |
| 英格兰 | 英格蘭足總盃       | 西布朗            | 第1次    | －       |
| 苏格兰 | 蘇格蘭足總盃       | 蘭頓              | 第2次    |          |
|        | 威爾斯盃           | Chirk AAA F.C.    | 第2次    |          |
| 印度   | 杜蘭德盃           | 皇家蘇格蘭火槍團  | 第1次    | －       |
| 美国   | 美洲盃             | Fall River Rovers | 第1次    | －       |

## 棒球
世界大賽
- 國家聯盟對陣美國協會——紐約巨人（NL）以6比4擊敗聖路易紅雀隊（AA）。

事件
- 經過多次調整後，最終確定「四壞球保送」和「三振出局」的規則。

## 拳擊
事件
- 3月10日 - 重量級拳擊冠軍約翰·L·沙利文與查理·米切爾在30回合中打成平手。
- 10月30日 - 首位世界次中量級冠軍是來自麻薩諸塞州波士頓的帕迪·達菲，他在10月30日於維吉尼亞州福特福特擊敗比利·麥克米蘭，以第17回合的擊倒勝出後被認可為冠軍。[2] 達菲保持冠軍頭銜直到他於1890年因肺結核去世。次中量級是指體重介於140至147磅的拳擊手。

直系世界冠軍
- 世界重量級冠軍 – 約翰·L·沙利文
- 世界中量級冠軍 – 傑克·諾帕雷爾·鄧普西
- 世界次中量級冠軍 – 帕迪·達菲
- 世界輕量級冠軍 – 傑克·麥考利夫

## 橄欖球
主國錦標賽
- 1888年主國錦標賽是第六屆主國錦標賽，由愛爾蘭、蘇格蘭和威爾斯參賽。由於英格蘭拒絕加入國際橄欖球理事會，因此被排除在外。三支隊伍各贏得一場比賽，冠軍由三隊共享。

其他事件
- 1888年英國群島隊紐西蘭與澳洲巡迴賽是英國首支海外巡迴橄欖球隊。此巡迴賽為私人計劃，未獲主國官方授權。
- 1888–1889年紐西蘭原住民橄欖球隊是南半球首支海外橄欖球巡迴隊。該隊比賽涵蓋橄欖球、維多利亞規則足球及協會足球等規則。
- 布里斯托足球俱樂部成立，卡爾頓俱樂部與競爭對手紅地公園俱樂部合併，組成統一的布里斯托隊。

## 網球
英格蘭
- 溫布頓男子單打冠軍 – 歐內斯特·倫肖（英國）以6–3、7–5、6–0擊敗赫伯特·勞福德（英國）
- 溫布頓女子單打冠軍 – 洛蒂·多德（英國）以6–3、6–3擊敗布蘭奇·賓利·希利亞德（英國）

美國
- 美國男子單打冠軍 – 亨利·斯洛克姆（美國）以6–4、6–1、6–0擊敗霍華德·A·泰勒（美國）
- 美國女子單打冠軍 – 伯莎·湯森（美國）以6–3、6–5擊敗艾倫·漢塞爾（美國）

## 逝世
1. ↑  . www.scottishfa.co.uk.   [5 February 2021].
2. ↑  .   [2009-06-13]. （原始内容存档于2009-06-14）.
3. ↑  .   [2009-06-17]. （原始内容存档于2009-06-14）.